# Reginald Potts
Pour les articles homonymes, voir Potts.
Reginald Hubert Potts (né le 3 janvier 1892 à Londres et mort le 1er mars 1968 à Worthing) est un gymnaste artistique britannique.

## Biographie
Aux Jeux olympiques d'été de 1912 à Stockholm, il se classe trente-deuxième du concours général individuel et remporte la médaille de bronze du concours par équipe.